# Солеро
Солеро (італ. Solero, п'єм. Soleri) — муніципалітет в Італії, у регіоні П'ємонт, провінція Алессандрія.
Солеро розташоване на відстані близько 470 км на північний захід від Рима, 70 км на схід від Турина, 9 км на захід від Алессандрії.
Населення — 1607 осіб (2014).
Щорічний фестиваль відбувається 18 липня. Покровитель — San Bruno di Segni.

## Демографія
Населення за роками:

Станом на 1 січня 2023 року в муніципалітеті офіційно проживали 123 іноземці з 29 країн, серед них 49 громадян країн Євросоюзу та 3 громадяни України.

## Сусідні муніципалітети
- Алессандрія
- Феліццано
- Овільйо
- Куарньєнто